# Битка код Ђера
Битка код Раба или битка код Ђера водила се 14. јуна 1809. године за време Наполеонових ратова, између француско-италијанских снага и Хабзбуршке монархије. Битка се водила близу Ђера (Раба), у Краљевини Угарској и завршена је француско-италијанском победом. Победа је спречила надвојводу Јохана Аустријског да поведе било какву значајну силу у битку код Ваграма, док су снаге принца Ежена де Боарнеа биле у могућности да се повежу са царем Наполеоном у Бечу на време да се боре код Ваграма. Наполеон је ту битку назвао унуком Маренге и Фридланда, јер је пала на годишњицу тих двеју битака.

## Кампања

### Рани потези
Током кампање 1809. године у Италији, Ежен де Боарне је предводио француско-италијанску војску, док је аустријском војском командовао генерал коњице, надвојвода Јохан Аустријски. У време избијања рата, Јохан се брзо кретао да би поразио свог противника у бици код Сацила, 16. априла. Ова победа је одбацила Ежена назад до реке Адиђе. Фронт је остао статичан неколико недеља упркос Еженовим нападима у бици код Калдеира. У међувремену, аустријска сила је напунила корпус дивизијског генерала Огиста Мармона у Далмацији. После аустријског пораза у бици код Екмула, Јохан је добио наређење да се повуче како би покрио стратешки леви бок војске у јужној Немачкој.

### Аустријско повлачење
Јохан се борио са Еженом у тешкој акцији војне одбране у бици на реци Пјави, 8. маја. До овог тренутка, Јохан и његови војници су се добро борили. Јохан је вероватно начинио озбиљну грешку раздвајајући своју команду. Са главом војске пошао је на североисток. До друге седмице маја, Јохан и фелдмаршал Алберт Гјулај стајали су у Тарвизију са 8.340 војника. Мобилна сила фелдмаршала Јохана Марије Филипа Фримонтовог од 13.060 људи налазила се у оближњем Филаху. Фелдмаршал Игнац Гјулај са 14.880 мушкараца IX војног корпуса бранио је подручје Љубљане (Лаибаха), југоисточно од Филаха. Далеко на запад-северозапад, фелдмаршал Јохан Габријел Кастелер де Курселес и 17.460 војника VIII војног корпуса држали су подручје око Инзбрука. Фелдмаршал Фрањо Јелачић и Северна дивизија од 10.200 ја били су стационирани у Салцбургу на северозападу. Коначно, 8.100 људи генерал-мајора Андреаса фон Стојхевића наставило је да прибијају Мармонт, у Далмацији, јужној Љубљани. До тада је велики део Јоханових снага био састављен од нагло уздигнуте ландвер пешадије.
Дана 13. маја, маршал Франсоа Жозеф Лефевр и баварска војска уништили су део Кастлерових трупа у бици код Воргла, близу Инзбрука. 17. маја, Јохан је примио наређење да прекине комуникацију Велике армије цара Наполеона померањем на север. Међутим, надвојвода је предуго одлагао извршавање овог задатка. Иако јако изолован, Јелачић је остао близу Салцбурга до 19. маја. Када је коначно кренуо, било је прекасно. Француски корпус под генералом дивизије Полом Грениером пререзао је северну дивизију на комаде у бици код Сант Мишела 25. маја. Јован се вратио у Грац, али када је чуо за Јелачићеву катастрофу, одлучио је да се повуче источно у Мађарску.
Током маја, мале пешадијске снаге граничара херојски су браниле планинске прелазе током битке код Предела. Код Малборгето-Валбруна, 400 војника је од 15. до 17. маја одржало блокаду против 15.000 Француза, само 50 мушкараца је преживело. Французи су признали само 80 жртава. У блоку Предил Пас, 250 Аустријанаца и 8 топова задржало је 8.500 француских војника на три дана. 18. маја, када је положај коначно прегажен, граничари су сви побијени. Французи су признали да су нанели само 450 жртава. У самом Тарвизију, Ежен је нанио озбиљан пораз надбројаном Алберту Гјулају.
Средином маја, Мармонт је победио Стоичевићеве снаге у Далматинској кампањи. Кренуо је на север у напад, стигавши у Љубљану 3. јуна. Мармонт се затим удружио са генералом дивизије Жан-Батистом Брусијем и борио се против Аустријанца Игназа Гјулаја у бици код Граца, од 24. до 26. јуна. Његових 11.000 војника XI корпуса, плус Брусир, присилно су марширали да се придруже Наполеону у близини Беча и боре се у бици на Ваграму.
Јохан се придружио мађарским снагама побуне (милиције) у Ђеру (Раб). Намеравао је да пређе на северну обалу Дунава и да се креће северозападно кроз Братиславу (Пресбург) како би се ујединио са главном војском, којом је командовао његов брат, надвојвода Карло од Аустрије, генералисмусом аустријских војски. Наполеон је наредио Ежену да прогони и уништи Јоханову војску. Француско-италијанске трупе су ухватиле Аустријанце средином јуна и присилиле Јохана да се бори.

## Битка

### Француско-италијанска војска
Војска Италије : Принц Ежен де Боарне (39.902, 42 топова)
- VI корпус : генерал дивизије Пол Грениер (13.940 пешадинаца, 1.178 коњице, 12 топова, 544 топника и сабље)
  - 1. дивизија: генерал дивизије Жан-Матје Сера (6.797 пешадија, 707 коњица, 354 топника)
  - 2. дивизија: генерал дивизије Пјер Франсоа Жозеф Дурут ( 7.143 пешадије, 471 коњица, 190 топника)
- XII корпус : генерал дивизије Луј Баражеј д'Илијерс (7,777 пешадије, 259 коњице, 6 пушака, 279 топника)
  - 2. дивизија: генерал дивизије Филип Естаж Луј Североли (7,777 пешадије, 259 коњаника)
- Резервна коњица: генерал дивизије Емануел Груши (5.371 коњица, 12 топова)
  - Лака коњичка дивизија: генерал дивизије Луј Монбрен (1516 коњаника, 6 топова)
  - Лака коњичка дивизија: генерал бригаде Пјер-Давид де Колберт-Шабанје ( 1771 коњица, 6 топова)
    - 9. Хусарски пук, три ескадриле
    - 7. коњички пук, три ескадриле
    - 20. коњички пук, три ескадриле

  - Драгунска дивизија: генерал бригаде Франсоа Герин д'Етокињи (2.084 коњице, 6 топова)
- Резерве: Ежен
  - 1. дивизија: генерал дивизије Мишел Мари Пахтод (4,937 пешадија, 6 топова, 229 топника)
  - дивизија лаке коњице: генерал дивизије Луј Мишел Антоан Сау (1.280 коњица)
  - Драгунска дивизија: генерал дивизије Шарл Жозеф Рандон де Малбосие де Пули (1.470 коњаника)
  - Италијанска гарда: генерал дивизије Теодоро Лехи (1.328 пешадије, 671 коњица, 6 топова, 439 топника)
- Одвојени:
  - Дивизија: генерал дивизије Жак Лористон[12]
    - Баденска бригада: пуковник Невенштајн (5,494)[13]
      - Лајбски пук Grossherzog, два батаљона
      - Пук Erb Grossherzog, два батаљона
      - Пук Hochberg, два батаљона
      - Јегерски батаљон Lingg

### Аустроугарска војска
- Војска Унутрашње Аустрије: генерал коњице надвојвода Јохан од Аустрије и фелдмаршал надвојвода Јосиф, палатин Мађарске (35,525, 30 пиштоља) [14]
  - Леви бок: фелдмаршал Данијел Мексери (5.947 коњица, 3 пиштоља)
    - Хусарска бригада: Оберст Јохан Гостоњи (602 редовна и 1,740 устаничка коњица)
    - Хусарска бригада: генерал-мајор Јохан Андраси (739 редовних и 1,442 коњичких устанака)
    - Хусарска бригада: фелдмаршал Андреас Хадик (1.424 устаника)

  - Центар: фелдмаршал Јероним Колоредо-Мансфелд (7,778 пешака, 6 пушака) [15]
    - Бригада: генерал-мајор Франц Марциани (747 редовних, 967 ландвер и 1400 устаничка пешадија)
    - Бригада: генерал-мајор Петер Луц (3.186 редовних и 1.478 ландвер пешадијских)

  - Десни бок: фелдмаршал Фрањо Јелачић (7.517 пешадија, 6 топова)
    - Бригада: генерал-мајор Игнац Легисфелд (1527 пешадије)
    - Бригада: Оберст Лудвиг Екхард (1152 редовне и 1700 устаничке пешадије)
    - Бригада: генерал-мајор Игнац Себотендорф (2.015 редовних и 1.123 ландвер пешадијских)

  - Десно крило коњица: (1,546 коњица)
    - Коњичка бригада: Оберст Емерих Бесан (885 редовних и 661 устаничких)

  - Резерве: фелдмаршал Јохан Фримонт (7,863 пешадије, 12 пиштоља)
    - Бригада: генерал-мајор Антон Гајоли (2.579 редовних и 517 пешадија)
    - Бригада: генерал-мајор Јохан Клајнмајер (2.505 редовних и 1.671 гренадира)
    - Бригада: генерал-мајор Константин Етингсхаусен (591 редовна пешадија)

  - Северно од реке Рааб: генерал артиљерије Павле Давидовић (3,980, 3 пиштоља)
    - Бригада: генерал-мајор Јозеф, барон вон Меско де Фелсо-Кубини (3500 устаничка пешадија, 480 устаничка коњица)

### Планови
Иако је Јоханова војска од 35.000 људи била само мало мање бројна од Еженових 40.000, квалитет његових војника био је изразито слабији. Хиљаде хабзбуршких војника били су слабо обучени аустријски лендвери (19.000 мушкараца) и мађарска побуњеничка милиција (16.000 мушкараца). Надвојвода је то знао и планирао је водити одбрамбени рат у снажној позицији. Фелдмаршал надвојвода Јозеф надмашио је Јохана и био је присутан на терену, али је Јохан имао ефективну команду над војском.
Јохан је саставио своју војску иза потока Панџа, окренуту према западу. Панџа тече од југа ка северу преко његовог фронта, уливајући се у реку Рабу на северу. У близини бојишта, Раб је текао са запада на исток, штитећи Јоханов северни бок. Тврђава Ђер налазила се на јужној страни реке на мало североисточно. Јохан се надао да ће мочварне обале Панџе на југу обесхрабрити француску офанзиву из тог правца. Затворена и чврсто изграђена фарма Кис-Међер стајала је на источној обали Панџе. Само источно од фарме Кис-Међер, подиже се брдо Сабадхеги. На северној страни брда је засеок Сабадхеги.
Јохан је распоредио 5.947 коњаника ФМЛ Миђерија да бране леви бок иза Панџе. Он је претворио Кис-Међер у главно упориште тако што је у фарму и њену околину спаковао 7.778 пешадинаца ФМЛ Колоредо. Јелачићевих 7.517 војника бранило је десни бок испред засеока Сабадхеги. Резерва ФМЛ Фримонта налазила се на брду Сабадхеги. 1.546 коњаника Оберста Бесана држало је земљу између Јелачићеве десне и реке Раба. ФЗМ Давидовић је одржао неке теренске радове на северној страни реке са око 4000 мађарске милиције.
Ежен је одвео МГ Гручи из команде корпуса и преместио га да заповеда 5.371 војником у коњичким дивизијама МГ Монтбрун, БГ Герин и БГ Колберт. Они су постављени на десном (јужном) боку са намером да се Јоханов леви бок окрене. Ежен је наредио Грениеру да нападне аустријски центар са 15.662 мушкарца из његове две дивизије. МГ д'Хилиер је добио задатак да нападне аустријско десно крило својом дивизијом од 8.315 војника. Ежен је држао трупе из Грушијевог корпуса у резерви, МГ Паходових војника од 5.166 метара и МГ Сауове коњице од 1280 људи. Он је такође задржао МГ Пулијевих 1.470 драгуна и 2.438 италијанских гардиста МГ Лехија.

### Окршај
У првом налету, Дурутове трупе су упале преко Панџе и заплениле фарму Кис-Међер, али су је Аустријанци брзо вратили. У оштрим борбама, фарма је мењала поседника пет пута. Коначно, Јохан је поразио Клејмејерову моћну бригаду. Четири гренадирска батаљона и војници деветнаестог пешадијског пука Алвинци потисли су Сераове трупе, затим напали Дурутеову дивизију у близини фарме. У међувремену, Северолијева дивизија гурнула је Јелачића и заузела заселак Сабадхег. Јохан је послао Гајолијеву резервну бригаду да се бави овом претњом. Аустријски контранапад успео је да успаничи Грениерове и д'Илијерсове војнике. Они су напустили свој ратни плен и отрчали на западну страну Панџе тражећи сигурност.
Обавештавајући да су три аустријска топа бранила најбољи прелаз преко Панџе, Гроучи је наручио својих 12 топова. Ватра француског топа убрзо је ућуткала противничке артиљеријске комаде, допуштајући Гроучијевим коњаницима да почну да трче уз поток. Када је француска коњица напала, покривена канонадом, устанички Хусари су убрзо побегли. Само су седми Хусарски пук От и други Хусарски пук надвојвода Јосепх пружили озбиљан отпор и обе јединице претрпеле су велике губитке. Гроучи је окренуо своје војнике налево да нападну Јоханов леви бок.
Суочен са кризом, Јохан је преуредио своје јединице у линију у облику латиничног слова Л (L). Његов десни бок је и даље пролазио дуж Панџе, али на фарми Кис-Међер, линија је била нагнута према југу дуж брда Сабадхег. Јохан је послао Бесанову коњицу са десног бока да покрије нови леви бок на источној страни брда Сабадхег. За свој други напад, Ежен је послао у Пактходову дивизију и Лекијеву италијанску гарду из своје резерве. Други пешадијски напад полако је напредовао. Коначно, италијанска гарда је очистила фарму Кис-Међер. Јохан је, бојећи се да га не зароби Гроучијева коњица, наредио повлачење североисточно у Ђерску тврђаву.

## Исход битке
Француско-италијанске трупе су претрпеле 3.000 до 4.000 убијених и рањених. Аустријски и Ландвер војници су претрпели 747 убијених, 1.758 рањених и 2.408 заробљених - укупно 4.913 жртава. Било је и 1.322 војника која су пријављена као нестала, што је укупно 6.235 мушкараца Јоханове војске. Устаничка војска изгубила је више од 4.100 војника, од којих је 80% несталих. Укупни аустријски губици износили су 10.300. Јоханова војска се повукла на североисток у Коморан, остављајући гарнизон у Ђеру. Тврђава се 22. јуна предала са 2.500 војника након слабог отпора.

Један историчар пише: 
 Надвојвода Јохан је сада пожњео сумњиве плодове своје невероватно непромишљене политике разбијања своје војске након Битке код реке Пјаве. Овај пораз онемогућио је било какву наду да ће надвојвода Јохан моћи да донесе било какве значајне снаге да помогну у епској борби против Наполеона на Ваграму 5. и 6. јула. 
 Ежен се убрзо прикључио Наполеону са 23.000 војника. Док су се ови људи борили у бици код Ваграма, Јохан је био у стању да доведе 12.000 људи на бојно поље који су свакако прекасно интервенисали да би то имало икаквог ефекта.